# Zapalenie płuc
Zapalenie płuc – stan zapalny płuc atakujący pęcherzyki płucne. Przyczyną choroby są zwykle infekcje wirusowe lub bakteryjne albo, w rzadszych przypadkach, zakażenie innymi drobnoustrojami, reakcje na leki, a także inne czynniki, na przykład choroby autoimmunologiczne.
Wśród typowych objawów choroby znajdują się kaszel, ból w klatce piersiowej, gorączka oraz trudności z oddychaniem. Narzędzia diagnostyczne obejmują, między innymi, zdjęcia rentgenowskie i posiew plwociny. Istnieją szczepionki zapobiegające niektórym rodzajom zapalenia płuc. Leczenie zależy od przyczyny samej choroby: przy podejrzeniu zakażenia bakteryjnego używa się antybiotyków, a w cięższych przypadkach zapalenia pacjenta zwykle przyjmuje się do szpitala.
Na zapalenie płuc choruje rocznie około 450 milionów ludzi – siedem procent ogólnej liczby ludności świata – a liczba zgonów sięga około 4 milionów. Choć w XIX w. William Osler nazwał zapalenie „kapitanem oddziałów śmierci”, w XX w. chorych można było leczyć skuteczniej dzięki wprowadzeniu terapii antybiotykowej i szczepionek. Wciąż jednak zapalenie płuc stanowi jedną z głównych przyczyn zgonów w krajach rozwijających się, a także wśród starszych i przewlekle chorych osób oraz małych dzieci.

## Objawy
| Częstość występowania objawów | Częstość występowania objawów |
| Objaw                         | Częstość                      |
| ----------------------------- | ----------------------------- |
| Kaszel                        | 79–91%                        |
| Zmęczenie                     | 90%                           |
| Gorączka                      | 71–75%                        |
| Duszność                      | 67–75%                        |
| Odksztuszanie plwociny        | 60–65%                        |
| Ból w klatce piersiowej       | 39–49%                        |

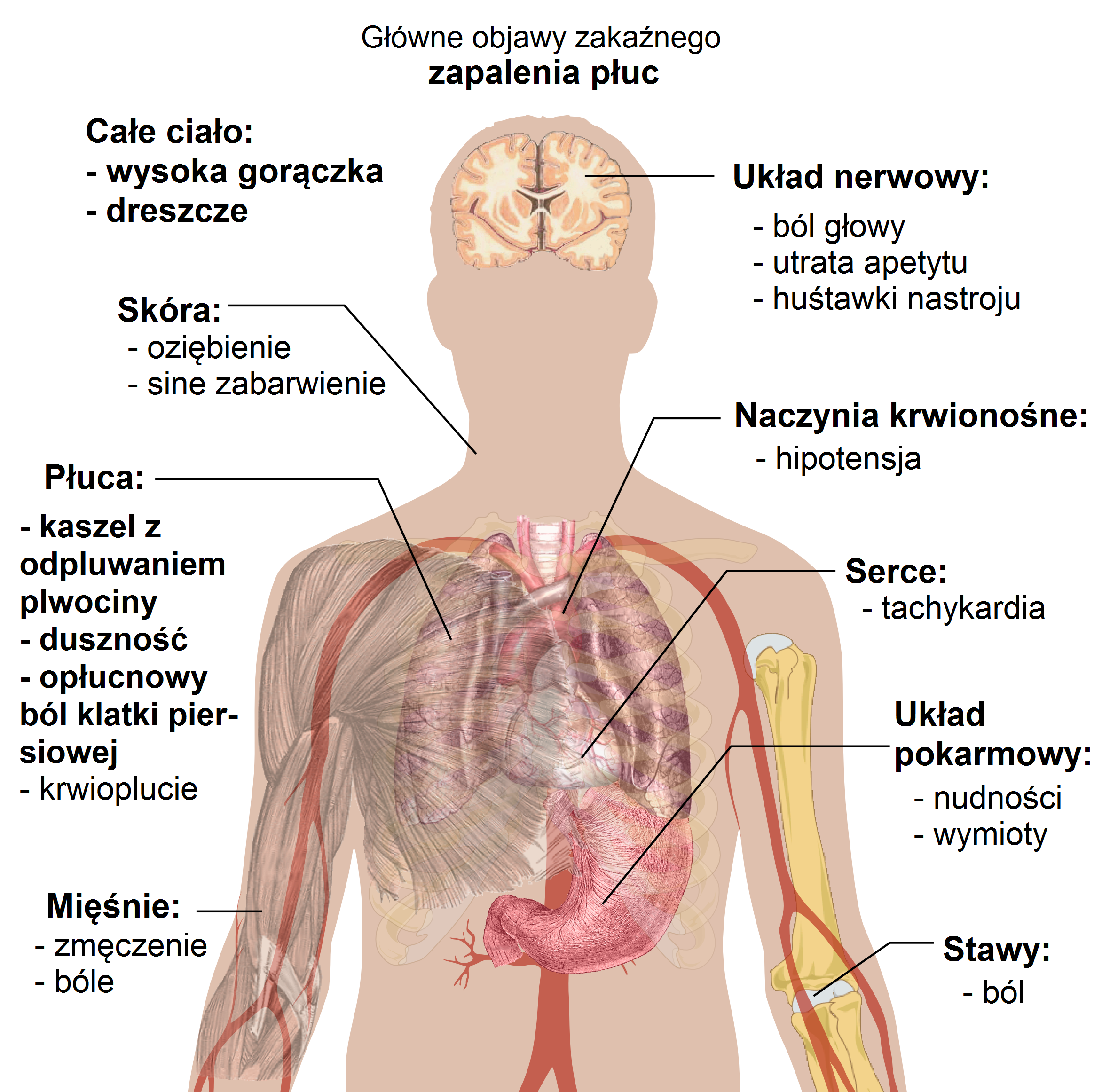
Główne objawy zakaźnego zapalenia płuc

U osób chorych na zakaźne zapalenie płuc występuje zwykle kaszel produktywny, gorączka wraz z dreszczami, duszność, ostry lub kłujący ból w klatce piersiowej przy głębszym oddychaniu oraz zwiększona częstość oddechu. U osób starszych najbardziej widocznym objawem jest dezorientacja. Natomiast u dzieci do lat pięciu typowe objawy obejmują gorączkę, kaszel i szybkie oraz utrudnione oddychanie.
Gorączka nie jest objawem charakterystycznym tylko dla zapalenia płuc; występuje w wielu innych często spotykanych schorzeniach, a u pacjentów ciężko chorych lub niedożywionych może nie wystąpić wcale. U dzieci młodszych niż dwa miesiące często nie pojawia się kaszel. Poważniejsze i cięższe objawy choroby to, między innymi, sinica, zmniejszone pragnienie, drgawki, długotrwałe wymioty, skrajne temperatury ciała lub zaburzenia świadomości.
Zapalenie płuc wywołane przez bakterie i wirusy przejawia się zwykle w podobny sposób. Niektóre przypadki cechują się klasycznym, choć niespecyficznym przebiegiem. Zapaleniu wywołanemu przez pałeczki Legionella może towarzyszyć ból żołądka, biegunka lub dezorientacja; objawem zapalenia wywołanego przez Streptococcus pneumoniae jest rdzawa plwocina, która w przypadku bakterii Klebsiella przybiera krwawy kolor (często opisuje się ją jako „galaretkę porzeczkową”). Plwocina z zawartością krwi (krwioplucie) może również występować w przypadku gruźlicy, zapalenia wywołanego przez bakterie Gram-ujemne, ropni płucnych oraz, częściej, w przypadku ostrego zapalenia oskrzeli. Mycoplasma, będąca w niektórych przypadkach przyczyną zapalenia, może spowodować obrzęk węzłów chłonnych szyi, ból stawów lub zapalenie ucha środkowego. Wirusowe zapalenie płuc częściej niż bakteryjne objawia się świstami przy oddychaniu.

## Przyczyny

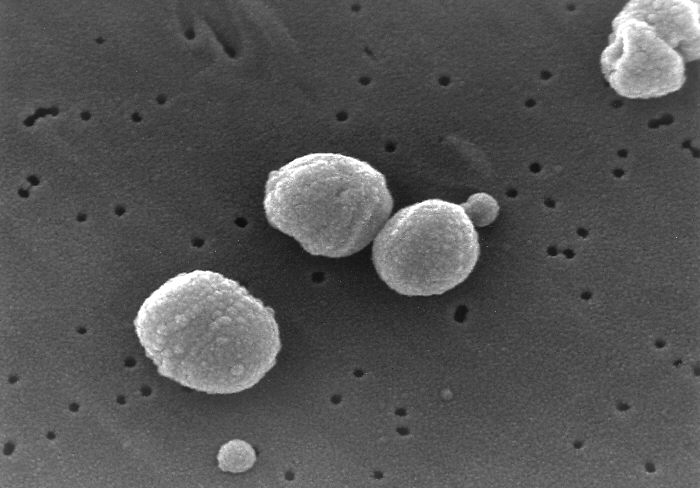
Bakteria Streptococcus pneumoniae, częsta przyczyna zapalenia płuc, widoczna pod mikroskopem elektronowym

Przyczyny zapalenia płuc to najczęściej infekcje bakteryjne lub wirusowe, w dalszej kolejności grzybicze oraz pasożytnicze. Określono już ponad 100 możliwych czynników zakaźnych, ale za większość przypadków odpowiada tylko kilka z nich. U dzieci (do 45% przypadków) i dorosłych (do 15%) może wystąpić zapalenie spowodowane zarówno przez wirusy, jak i bakterie. Choć przeprowadzane testy i badania są bardzo czułe, w połowie przypadków nie można wyizolować patogenu.
Termin pneumonia odnosi się do wszelkich stanów medycznych, których rezultatem jest stan zapalny płuc (wywołany np. przez choroby autoimmunologiczne, oparzenia chemiczne i reakcje na leki). Ten rodzaj stanu zapalnego dokładniej nazywa się pneumonitis. W przeszłości dzielono czynniki zakaźne na „typowe” oraz „atypowe” ze względu na częstotliwość występowania, obecnie ze względu na brak potwierdzenia założeń nie kładzie się na ten podział nacisku.
Czynniki ryzyka przyczyniające się do wystąpienia zapalenia płuc to, między innymi, palenie tytoniu, niedobór odporności, alkoholizm, przewlekła obturacyjna choroba płuc, przewlekła choroba nerek oraz niewydolność wątroby. Badania wskazują również na podwyższone ryzyko wystąpienia zapalenia płuc przy stosowaniu leków zobojętniających kwasy, np. inhibitorów pompy protonowej lub blokerów receptora H2. Także podeszły wiek zwiększa ryzyko zachorowania.

### Bakterie
Najczęstszą przyczyną pozaszpitalnego zapalenia płuc (PZP) są bakterie: w prawie 50% przypadków stwierdza się obecność szczepu Streptococcus pneumoniae. Wśród innych często wyodrębnianych gatunków znajdują się: Haemophilus influenzae w 20% przypadków, Chlamydophila pneumoniae w 13% oraz Mycoplasma pneumoniae w 3%; następnie zaś Staphylococcus aureus; Moraxella catarrhalis; Legionella pneumophila i pałeczki Gram-ujemne. Zakażenia niektórymi z tych szczepów wykazują coraz wyższą oporność na leki – przykładem mogą być oporne na antybiotyki Streptococcus pneumoniae i gronkowce złociste oporne na metycylinę (MRSA).
Bakterie rozmnażają się szybciej w przypadku występowania dodatkowych czynników ryzyka. Alkoholizm przyspiesza rozwój Streptococcus pneumoniae, bakterii beztlenowych oraz Mycobacterium tuberculosis. Palenie tytoniu wspomaga rozwój Streptococcus pneumoniae, Haemophilus influenzae, Moraxella catarrhalis i Legionella pneumophila. Kontakt z ptakami łączy się z ryzykiem zakażenia Chlamydia psittaci, a ze zwierzętami hodowlanymi – z zakażeniem Coxiella burnetti. Jeśli zawartość żołądka dostanie się do układu oddechowego, pojawia się ryzyko zakażenia bakteriami beztlenowymi. Mukowiscydoza powiązana jest z zagrożeniem Pseudomonas aeruginosa oraz Staphylococcus aureus. Zakażenie Streptococcus pneumoniae występuje częściej w zimie. Należy je podejrzewać u osób, które zaaspirowały do płuc znaczną ilość anaerobów.

### Wirusy
Wirusy są przyczyną około jednej trzeciej zachorowań u dorosłych i około 15% u dzieci. Zapalenie płuc często wywołują rynowirusy, koronawirusy, wirus grypy, RSV, adenowirusy oraz wirusy paragrypy. Wirus opryszczki pospolitej rzadko prowadzi do zapalenia płuc, z wyjątkiem noworodków, biorców przeszczepów, osób chorujących na nowotwór lub mających poważne oparzenia. Osoby po transplantacjach niekompetentne immunologicznie z innego powodu często zapadają na zapalenie wywołane przez cytomegalowirusa. Pacjenci z wirusowym zapaleniem płuc mogą być dodatkowo zakażeni również bakteriami Streptococcus pneumoniae, Staphylococcus aureus czy Haemophilus influenzae, zwłaszcza gdy występują inne choroby i powikłania. Dominacja konkretnych wirusów wiąże się z porą roku; przykładowo podczas sezonu grypowego wirus grypy może stanowić przyczynę ponad połowy przypadków wirusowego zapalenia płuc. Czasami pojawiają się także nagłe wybuchy ognisk zapalenia spowodowanego przez hantawirusy i koronawirusy.

### Grzyby
Grzybicze zapalenie płuc nie występuje często, ale zdarza się zwłaszcza u osób o osłabionej odporności wywołanej przez AIDS, leki immunosupresyjne i inne czynniki medyczne. Grzyby stanowiące jego przyczynę to zazwyczaj: Histoplasma capsulatum, grzyby z rodzaju Blastomyces, Cryptococcus neoformans, Pneumocystis jiroveci oraz Coccidioides immitis. Histoplazmoza występuje w USA najczęściej w dorzeczu Missisipi, a kokcydioidomikoza w stanach południowo-wschodnich. Liczba przypadków wzrosła pod koniec XX wieku ze względu na to, że coraz więcej osób podróżuje, a wskaźniki immunosupresji w populacji światowej rosną.

### Pasożyty
Gatunki pasożytów, które mogą zaatakować płuca, to m.in.: Toxoplasma gondii, Strongyloides stercoralis, Ascaris lumbricoides oraz Plasmodium malariae. Pasożyty dostają się do organizmu zazwyczaj poprzez bezpośredni kontakt przez skórę, bywają też zjadane lub przenoszone przez owady. Większość, z wyjątkiem Paragonimus westermani, nie atakuje samych płuc, ale doprowadza do ich zapalenia w dalszej kolejności, po objęciu innych narządów. Niektóre pasożyty, zwłaszcza gatunki Ascaris i Strongyloides, wywołują silną reakcję eozynofilową organizmu, co może prowadzić do eozynofilowego zapalenia płuc. W innych infekcjach (np. malarii) zajęcie płuc spowodowane jest głównie zapaleniem uogólnionym wywołanym przez cytokiny. W krajach rozwiniętych tego typu zakażenia najczęściej nabywają podróżnicy lub imigranci. W skali globalnej natomiast tego typu infekcje zdarzają się najczęściej u osób o obniżonej odporności.

### Zapalenie płuc idiopatyczne
Idiopatyczne śródmiąższowe zapalenie płuc albo zapalenie niezakaźne to przykłady rozlanych chorób płuc. Należą do nich: rozlane uszkodzenie pęcherzyków płucnych, organizujące się zapalenie płuc, niespecyficzne śródmiąższowe zapalenie płuc, limfocytowe śródmiąższowe zapalenie płuc, złuszczające śródmiąższowe zapalenie płuc, śródmiąższowa choroba płuc z zapaleniem oskrzelików oddechowych oraz idiopatyczne włóknienie płuc.

## Patofizjologia

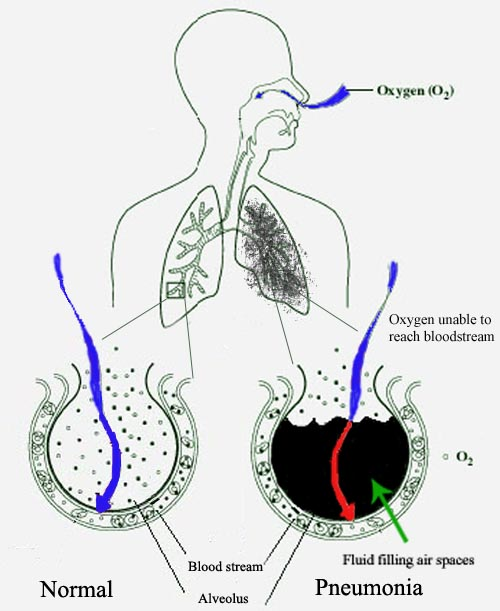
Schematyczny diagram ludzkich płuc – puste kółko po lewej stronie odzwierciedla normalny pęcherzyk płucny, a kółko po prawej pęcherzyk wypełniony płynem jak w zapaleniu płuc. Zapalenie płuc powoduje wypełnienie pęcherzyków płucnych płynem, co utrudnia transport tlenu.

Zapalenie płuc zaczyna się często od infekcji górnych dróg oddechowych przenoszącej się na niższe odcinki układu oddechowego.

### Wirusowe zapalenie płuc
Wirusy mogą dostać się do płuc na szereg różnych sposobów. RSV przenoszony jest zazwyczaj poprzez dotknięcie zakażonego przedmiotu, a następnie oczu lub nosa. Do innych infekcji wirusowych dochodzi na skutek wdychania przez usta lub nos unoszących się w powietrzu zakażonych kropelek. Po znalezieniu się w górnych drogach oddechowych wirusy mogą przedostać się do płuc, gdzie atakują komórki wyściełające drogi oddechowe, pęcherzyki płucne lub miąższ płucny. Niektóre wirusy, tj. wirus odry czy wirus opryszczki pospolitej, mogą dostać się do płuc z krwią. Zaatakowanie płuc może prowadzić do obumierania komórek o różnym stopniu nasilenia. Odpowiedź układu immunologicznego na infekcję może spowodować poważniejsze uszkodzenie płuc. Zapalenie wywołują przede wszystkim białe krwinki, zwłaszcza agranulocyty. Oprócz płuc wiele wirusów atakuje jednocześnie inne narządy, zakłócając prawidłowe funkcjonowanie organizmu. Wirusy mogą również sprawić, że organizm będzie bardziej podatny na infekcje bakteryjne; w ten sposób bakteryjne zapalenie płuc może wystąpić jako schorzenie współistniejące.

### Bakteryjne zapalenie płuc
Większość bakterii dostaje się do płuc w drodze aspiracji niewielkich organizmów znajdujących się w gardle lub w nosie. U połowy ludzi dokonuje się to w czasie snu. W gardle zawsze znajdują się bakterie, jednak te mogące wywoływać infekcje występują tam tylko w określonym czasie i w określonych warunkach. Niektóre typy bakterii, jak prątek gruźlicy (Mycobacterium tuberculosis) i Legionella pneumophila, dostają się do płuc z zakażonymi kropelkami unoszącymi się w powietrzu. Bakterie mogą również być przenoszone drogą krwiopochodną. Po przedostaniu się do płuc mogą one atakować przestrzenie pomiędzy komórkami i pęcherzykami, gdzie makrofagi i neutrofile próbują zneutralizować bakterie. Neutrofile uwalniają również cytokiny, wywołując ogólną aktywację układu odpornościowego. Powoduje to gorączkę, dreszcze i często występujące w bakteryjnym zapaleniu płuc zmęczenie. Neutrofile, bakterie i płyn z sąsiednich naczyń krwionośnych wypełniają pęcherzyki płucne, powodując zagęszczenie widoczne na zdjęciu rentgenowskim klatki piersiowej.

## Diagnoza
Zapalenie płuc diagnozowane jest zazwyczaj w oparciu o połączenie objawów fizycznych i rtg klatki piersiowej. Trudno może być jednak potwierdzić główną przyczynę, ponieważ nie istnieje żaden test pozwalający definitywnie rozróżnić podłoże bakteryjne od niebakteryjnego. Światowa Organizacja Zdrowia zdefiniowała zapalenie płuc u dzieci w oparciu o takie objawy kliniczne, jak kaszel lub trudności w oddychaniu i przyspieszony oddech, zapadnięta klatka piersiowa lub obniżony poziom świadomości. Przyspieszony oddech definiowany jest jako więcej niż 60 oddechów na minutę u dzieci w wieku poniżej 2 miesięcy, 50 oddechów na minutę u dzieci w wieku od 2 miesięcy do 1 roku lub ponad 40 oddechów na minutę u dzieci w wieku od 1 roku do 5 lat. U dzieci przyspieszone tempo oddechu i zapadnięta dolna część klatki piersiowej wykazują większą czułość niż wysłuchanie rzężeń w klatce piersiowej za pomocą stetoskopu.
U dorosłych badania w kierunku wykrycia przyczyny nie są na ogół konieczne w łagodnych przypadkach: jeżeli wszystkie parametry życiowe i wyniki osłuchiwania klatki piersiowej są w normie, ryzyko zapalenia płuc jest bardzo niewielkie. U osób wymagających hospitalizacji zalecane jest wykonanie pulsoksymetrii, zdjęcia rentgenowskiego klatki piersiowej i badań krwi, w tym morfologii, poziomu elektrolitów w surowicy, białka C-reaktywnego oraz możliwie badania monitorującego pracę wątroby. Diagnoza choroby grypopodobnej może zostać postawiona w oparciu o objawy, potwierdzenie infekcji grypowej wymaga jednak przeprowadzenia badań. Leczenie często opiera się więc na występowaniu grypy w środowisku lub na szybkim teście grypowym.

### Badanie fizykalne
W badaniu fizykalnym można czasami stwierdzić niskie ciśnienie krwi, częstoskurcz lub niską saturację. Tempo oddechu może być szybsze niż zwykle, co może wystąpić na dzień lub dwa przed pojawieniem się innych objawów. Wynik badania klatki piersiowej może być w normie, ale może wykazać mniejsze rozszerzanie się klatki piersiowej po stronie dotkniętej zapaleniem płuc. Chrapliwy oddech w wyniku przenoszenia powietrza z dróg oddechowych przez objęte infekcją płuco jest słyszalny podczas osłuchiwania za pomocą stetoskopu. Rzężenie (szmery) może być słyszalne w dotkniętym chorobą obszarze podczas wdechu. Podczas opukiwania objętego infekcją płuca dźwięk może być stłumiony, natomiast zwiększony, a nie zmniejszony rezonans głosowy odróżnia zapalenie płuc od występowania płynu w jamie opłucnej.

### Obrazowanie

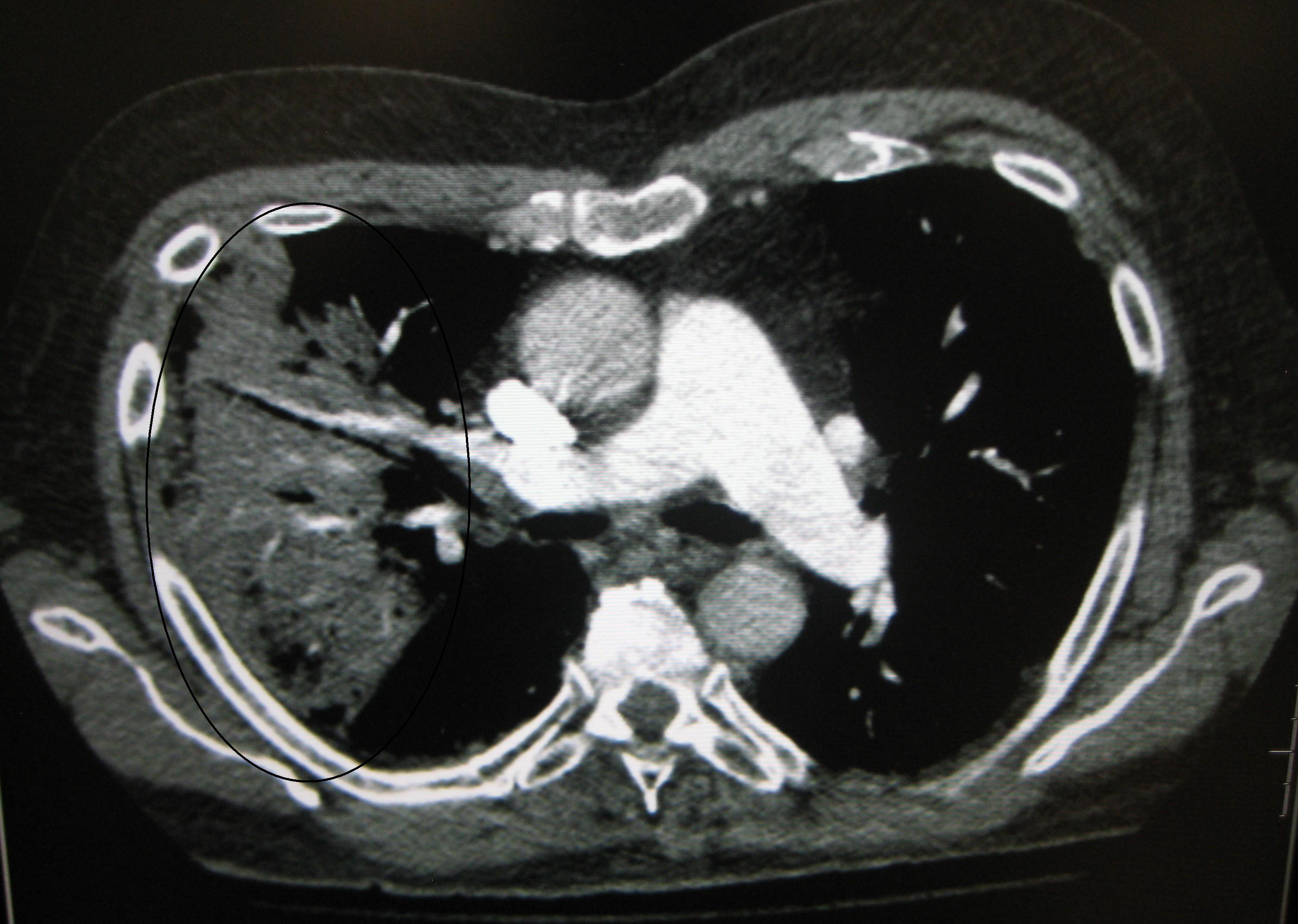
Obraz z tomografii komputerowej ukazujący prawostronne zapalenie płuc (lewa strona zdjęcia)

W diagnozie często wykorzystuje się zdjęcie rentgenowskie klatki piersiowej. W łagodnych postaciach choroby obrazowanie konieczne jest tylko w razie potencjalnych powikłań, niejasnej przyczyny choroby oraz u osób, których stan nie uległ poprawie mimo leczenia. Prześwietlenie zalecane jest u osób w stanie na tyle poważnym, że wymagają hospitalizacji. Wyniki jednak nie zawsze korelują ze stadium zaawansowania choroby i nie pozwalają na wiarygodne rozróżnienie pomiędzy infekcją o podłożu bakteryjnym a wirusowym.
Obrazy RTG zapalenia płuc można sklasyfikować jako przedstawiające płatowe zapalenie płuc, oskrzelowe zapalenie płuc (znane również jako zrazikowe zapalenie płuc) oraz śródmiąższowe zapalenie płuc. Bakteryjne, pozaszpitalne zapalenie płuc w postaci klasycznej wykazuje konsolidację jednego segmentarnego płata płuca i znane jest jako płatowe zapalenie płuc. Wyniki mogą jednak się różnić, a w innych typach zapalenia płuc powszechne są inne wzory zmian. W aspiracyjnym zapaleniu płuc obraz może wykazywać dwustronną nieprzezroczystość głównie u podstawy płuc i po prawej stronie. Obrazy wirusowego zapalenia płuc mogą wydawać się normalne, płuca nadmiernie rozdęte, z dwustronnymi niejednolitymi obszarami lub podobne do bakteryjnego zapalenia płuc z konsolidacją płata. Zmiany mogą nie być widoczne w obrazach RTG we wczesnych stadiach choroby, zwłaszcza w wypadku odwodnienia; mogą być również trudne do zinterpretowania u osób otyłych lub z historią chorób płuc. W ostatnich latach istotne badania kliniczne wykazały, że ultrasonografia klatki piersiowej, wykonywana przez doświadczonych specjalistów, charakteryzuje się dokładnością diagnostyczną równą, a nawet przewyższającą radiografię klatki piersiowej w diagnostyce zapalenia płuc. Podejście to znajduje coraz szersze zastosowanie w praktyce klinicznej. W trudnych do określenia przypadkach dodatkowe informacje można uzyskać dzięki tomografii komputerowej.

### Mikrobiologia
U pacjentów leczonych pozaszpitalnie określenie czynnika przyczynowego jest nieopłacalne i zazwyczaj nie wpływa na zmianę sposobu leczenia. U osób, które nie odpowiadają na leczenie, należy rozważyć wykonanie posiewu plwociny, natomiast u osób z przewlekłym, produktywnym kaszlem należy wykonać badanie posiewowe w kierunku kultur prątków gruźlicy (Mycobacterium tuberculosis). Badania w kierunku wykrycia innych określonych organizmów mogą być zalecane w czasie epidemii w celu ochrony zdrowia publicznego. U osób hospitalizowanych ze względu na kilka chorób zaleca się zarówno badanie plwociny, jak i posiew krwi oraz przeprowadzenie badania moczu w kierunku przeciwciał przeciwko bakteriom Legionella i Streptococcus. Infekcje wirusowe mogą zostać potwierdzone poprzez wykrycie wirusa lub przeciwciał przeciw niemu za pomocą, między innymi, techniki hodowli kultury lub reakcji łańcuchowej polimerazy (PCR). Rutynowe badania mikrobiologiczne pozwalają określić czynnik przyczynowy zaledwie w 15% przypadków.

### Klasyfikacja
Infekcyjne zapalenie płuc dzieli się, zazwyczaj w zależności od miejsca lub sposobu zarażenia, na: pozaszpitalne, aspiracyjne, związane z kontaktem ze służbą zdrowia, szpitalne i respiratorowe zapalenie płuc. Inna klasyfikacja obejmuje podział według dotkniętej chorobą części płuca na: płatowe zapalenie płuc, odoskrzelowe zapalenie płuc i ostre śródmiąższowe zapalenie płuc; istnieje też podział według patogennego. Zapalenie płuc u dzieci może dodatkowo w oparciu o objawy podmiotowe i przedmiotowe być dzielone na łagodne, ostre i bardzo ostre.

### Rozpoznanie różnicowe
Objawy podmiotowe i przedmiotowe podobne do zapalenia płuc może wywoływać kilka innych schorzeń, w tym: przewlekła obturacyjna choroba płuc (POChP), astma oskrzelowa, obrzęk płuc, rozstrzenie oskrzeli, rak płuc i zatorowość płucna. W przeciwieństwie do zapalenia płuc, dla astmy i POChP charakterystyczny jest świszczący oddech, przy obrzęku płuc elektrokardiogram jest nieprawidłowy, dla raka płuc i rozstrzeni oskrzeli typowy jest długotrwały kaszel, a przy zatorowości płucnej występuje ostry ból w klatce piersiowej i duszność.

## Profilaktyka
Profilaktyka obejmuje szczepienia, działania środowiskowe oraz właściwe leczenie innych problemów zdrowotnych. Szacuje się, że wprowadzenie odpowiednich działań profilaktycznych na skalę globalną pozwoliłoby zmniejszyć umieralność wśród dzieci o 400 000, a powszechna dostępność odpowiedniego leczenia umożliwiłaby zmniejszenie liczby zgonów dzieci o kolejne 600 000.

### Szczepienie
Szczepienie zapobiega pewnym bakteryjnym i wirusowym typom zapalenia płuc zarówno u dzieci, jak i u dorosłych. Szczepionka przeciw grypie jest umiarkowanie skuteczna przeciwko grypie typu A i B. Centrum Zwalczania i Zapobiegania Chorobom (ang. Center for Disease Control and Prevention, CDC) zaleca coroczne szczepienia dla wszystkich w wieku powyżej 6 miesięcy. Zaszczepienie pracowników służby zdrowia zmniejsza ryzyko wirusowego zapalenia płuc wśród ich pacjentów. W razie epidemii grypy leki jak amantadyna lub rymantadyna mogą pomóc uniknąć choroby. Nie wiadomo, czy zanamiwir lub oseltamiwir są skuteczne, ponieważ firma produkująca oseltamiwir nie zezwoliła na udostępnienie danych z badań klinicznych w celu przeprowadzenia niezależnej analizy.
Istnieją dowody potwierdzające skuteczność stosowania szczepień przeciwko Haemophilus influenzae i Streptococcus pneumoniae. Szczepienie dzieci przeciwko Streptococcus pneumoniae doprowadziło do spadku liczby zachorowań wśród dorosłych, ponieważ wielu z nich zaraża się infekcjami od dzieci. Szczepionka przeciw Streptococcus pneumoniae dostępna jest również dla dorosłych; stwierdzono, że zmniejsza ona ryzyko inwazyjnej choroby pneumokokowej. Przed zapaleniem płuc chronią również: szczepionka przeciw krztuścowi, ospie wietrznej i odrze.

### Inne
Zaleca się zarówno zaprzestanie palenia, jak i zmniejszenie zanieczyszczenia powietrza w pomieszczeniach powodowanego np. przez gotowanie z wykorzystaniem drewna lub kału. Palenie tytoniu wydaje się być największym czynnikiem ryzyka rozwoju pneumokokowego zapalenia płuc u dorosłych niecierpiących poza tym na inne choroby. Skutecznym środkiem zapobiegawczym może też być mycie rąk i zasłanianie ust podczas kasłania. Zapobiec zarażeniu może też pomóc noszenie masek chirurgicznych przez chore osoby.
Odpowiednie leczenie choroby istniejącej (tj. AIDS, cukrzyca i niedożywienie) może zmniejszyć ryzyko zapalenia płuc. U dzieci poniżej 6 miesiąca karmienie wyłącznie piersią zarówno zmniejsza ryzyko wystąpienia choroby, jak i łagodzi jej przebieg. U zakażonych HIV o liczbie komórek CD4 mniejszej niż 200 komórek/ml stosowanie kotrimoksazolu zmniejsza ryzyko pneumocystozy i może być również korzystne w profilaktyce u osób o obniżonej odporności, które nie mają HIV.
Badanie ciężarnych kobiet w kierunku paciorkowców grupy B i Chlamydia trachomatis oraz podawanie antybiotyku w razie potrzeby zmniejsza ryzyko zapalenia płuc u niemowląt; skuteczne mogą być również środki zapobiegające przeniesieniu wirusa HIV z matki na dziecko. Nie stwierdzono, by odsysanie z ust i gardła niemowlęcia smółki z płynu owodniowego zmniejszało ryzyko aspiracyjnego zapalenia płuc, może natomiast być szkodliwe, więc w większości sytuacji nie zaleca się takich praktyk. U osób starszych o słabym zdrowiu właściwa higiena jamy ustnej może zmniejszyć ryzyko aspiracyjnego zapalenia płuc.

## Leczenie
| Skala CURB-65                                | Skala CURB-65 |
| Objaw                                        | Punkty        |
| -------------------------------------------- | ------------- |
| Zaburzenie świadomości (Confusion)           | 1             |
| Stężenie mocznika (Urea) >7 mmol/l           | 1             |
| Częstość oddechów (Respiratory rate) >30     | 1             |
| Ciśnienie tętnicze (SBP) <90mmHg, DBP<60mmHg | 1             |
| Wiek >=65                                    | 1             |

W większości przypadków antybiotyki doustne, odpoczynek, proste analgetyki i płyny wystarczają, aby choroba całkowicie ustąpiła. Osoby cierpiące również na inne schorzenia, osoby starsze lub mające znaczne trudności z oddychaniem mogą jednak wymagać bardziej zaawansowanej opieki. W razie nasilenia objawów, braku poprawy przy leczeniu ambulatoryjnym lub pojawieniu się powikłań konieczna może być hospitalizacja. Na całym świecie około 7–13% przypadków u dzieci kończy się hospitalizacją, podczas gdy w krajach rozwiniętych do szpitala przyjmowanych jest od 22 do 42% dorosłych z pozaszpitalnym zapaleniem płuc. Przy określaniu konieczności hospitalizacji dorosłych pacjentów zastosowanie znajduje skala CURB-65. Wynik od 0 do 1 umożliwia zazwyczaj leczenie ambulatoryjne, przy wyniku 2 konieczny jest krótkoterminowy pobyt w szpitalu lub ścisła kontrola, natomiast przy wyniku 3-5 zalecana jest hospitalizacja. Przyjęte do szpitala powinny być dzieci, u których występuje duszność lub u których saturacja wynosi poniżej 90%. Skuteczność fizjoterapii klatki piersiowej w leczeniu zapalenia płuc jak dotąd nie została określona. U osób przyjętych na oddział intensywnej terapii skuteczna może być wentylacja nieinwazyjna. Nie stwierdzono skuteczności dostępnych bez recepty leków przeciwkaszlowych ani stosowania cynku u dzieci. Brakuje wystarczających dowodów na skuteczność leków mukolitycznych.

### Bakteryjne zapalenie płuc
W leczeniu bakteryjnego zapalenia płuc sprawdzają się antybiotyki. Wybór antybiotyku zależy w pierwszym rzędzie od charakterystyki chorego, to jest od jego wieku, ewentualnych chorób towarzyszących oraz miejsca nabycia infekcji. W Wielkiej Brytanii zalecane jest leczenie empiryczne amoksycyliną jako pierwsza linia leczenia w wypadku pozaszpitalnego zapalenia płuc; alternatywne opcje to doksycyklina lub klarytromycyna. W Ameryce Północnej, gdzie atypowe formy pozaszpitalnego zapalenia płuc występują częściej, makrolidy (tj. azytromycyna lub erytromocyna) i doksycyklina wyparły amoksycylinę w leczeniu pierwszego rzutu u dorosłych. U dzieci z łagodnymi lub umiarkowanymi objawami amoksycylina pozostaje leczeniem pierwszego rzutu. Nie zaleca się stosowania fluorochinolonów w niepowikłanych przypadkach ze względu na możliwe działania niepożądane i wytwarzanie oporności w świetle braku większej korzyści klinicznej. Leczenie tradycyjnie trwa od siedmiu do dziesięciu dni, coraz więcej dowodów przemawia jednak za tym, że krótsze leczenie (trzy do pięciu dni) przynosi podobne efekty. W wypadku szpitalnego zapalenia płuc zalecenia obejmują cefalosporyny III i IV generacji, karbapenemy, fluorochinolony, aminoglikozydy i wankomycynę. Antybiotyki te często podawane są dożylnie i stosowane łącznie. Stan zdrowia ponad 90% pacjentów leczonych szpitalnie poprawia się po podaniu pierwszych antybiotyków.

### Wirusowe zapalenie płuc
W leczeniu wirusowego zapalenia płuc wywołanego przez wirusy grypy (typu A i typu B) mogą być stosowane inhibitory neuraminidazy. W wypadku innych typów pozaszpitalnego wirusowego zapalenia płuc, w tym wywołanych przez wirusa zespołu ciężkiej ostrej niewydolności oddechowej (SARS), adenowirusy, hantawirusy i wirusa paragrypy, nie są zalecane żadne określone leki przeciwwirusowe. Grypa typu A może być leczona rymantadyną lub amantadyną, grypa typu A lub B – oseltamiwirem, zanamiwirem lub peramiwirem. Leki te działają najefektywniej, jeżeli leczenie rozpocznie się w przeciągu 48 godzin od wystąpienia objawów. Wiele szczepów wirusa grypy typu A H5N1, znanej również jako ptasia grypa, wykazało oporność na rymantadynę i amantadynę. Stosowanie antybiotyków w wirusowym zapaleniu płuc jest zalecane przez niektórych specjalistów z tego powodu, że nie można wykluczyć powikłania w postaci nadkażenia bakteryjnego. Brytyjskie Towarzystwo Chorób Klatki Piersiowej (British Thoracic Society) zaleca wstrzymanie się z antybiotykoterapią u chorych z łagodnymi postaciami choroby. Stosowanie kortykosteroidów budzi kontrowersje.

### Aspiracyjne zapalenie płuc
Ogólnie rzecz biorąc, aspiracyjne zapalenie płuc leczone jest zachowawczo za pomocą antybiotyków wskazanych tylko w tym przypadku. Wybór antybiotyku zależy od kilku czynników, w tym od charakteru organizmu podejrzanego o bycie czynnikiem choroby i od tego, czy chory zaraził się zapaleniem płuc pozaszpitalnie, czy też w warunkach szpitalnych. Do wybieranych często opcji należy klindamycyna, połączenie antybiotyku beta-laktamowego i metronidazolu lub aminoglikozydu. W leczeniu aspiracyjnego zapalenia płuc stosowane są czasem kortykosteroidy, dowody na ich skuteczność są jednak ograniczone.

## Rokowanie
Po włączeniu leczenia w większości typów bakteryjnego zapalenia płuc stan chorego stabilizuje się w ciągu 3–6 dni. Często potrzeba jednak kilku tygodni, by ustąpiła większość objawów. Wyniki RTG normalizują się zazwyczaj w przeciągu czterech tygodni, a śmiertelność jest niska (poniżej 1%). Osoby starsze lub cierpiące na inne choroby płuc mogą potrzebować ponad 12 tygodni na wyzdrowienie. U chorych wymagających hospitalizacji śmiertelność może osiągnąć nawet 10%, a u pacjentów wymagających intensywnej opieki nawet 30–50%. Zapalenie płuc jest najpowszechniejszym spośród zakażeń szpitalnych kończących się śmiercią. Przed pojawieniem się antybiotyków śmiertelność wśród hospitalizowanych chorych wynosiła zazwyczaj 30%.
Powikłania mogą wystąpić w szczególności u osób starszych oraz osób mających inne problemy zdrowotne. Zaliczyć do nich można między innymi: ropniaka opłucnej, ropień płuca, zarostowe zapalenie oskrzelików, zespół ostrej niewydolności oddechowej, sepsę i nasilenie współistniejących problemów zdrowotnych.

### Zasady prognozowania klinicznego
Zasady prognozowania klinicznego opracowane zostały po to, by w sposób bardziej obiektywny przewidywać wyniki w odniesieniu do zapalenia płuc Zasady te często brane są pod uwagę przy podejmowaniu decyzji o ewentualnej hospitalizacji chorego
- Wskaźnik ciężkości zapalenia płuc (Pneumonia severity index) (lub Wskaźnik PSI)[18]
- Skala CURB-65, w której uwzględniane są takie czynniki, jak stopień nasilenia objawów, schorzenia współistniejące i wiek[73]

### Płyn w jamie opłucnej, ropniak i ropień

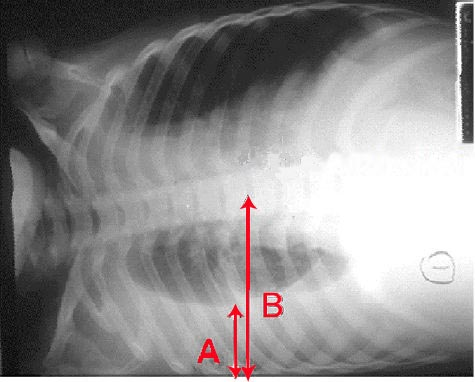
Zdjęcie rentgenowskie klatki piersiowej w pozycji horyzontalnej. Znajdujący się niżej czarny obszar – prawe płuco – jest mniejszy, a pod nim widoczny jest biały obszar – płyn w jamie opłucnej. Jego rozmiar oznaczają czerwone strzałki. Strzałka A wskazuje płyn zbierający się z prawej strony klatki piersiowej. Strzałka B wskazuje szerokość prawego płuca. Rozmiar płuca jest mniejszy z uwagi na otaczający je płyn.

Przy zapaleniu płuc może się tworzyć wysięk opłucnowy w jamie opłucnej. Czasami płyn ulega zakażeniu i powstaje ropniaka opłucnowego. W celu odróżnienia ropniaka od parapneumonicznego wysięku opłucnowego należy nakłuć jamę opłucnej w celu pobrania płynu do zbadania (torakocenteza). Jeśli okaże się, że jest to ropniak, konieczny będzie drenaż płynu, który często wymaga wykonania drenażu. W ciężkich przypadkach ropniaka może okazać się konieczne leczenie chirurgiczne. Infekcja może się utrzymywać, jeśli zakażony płyn nie zostanie odsączony, ponieważ antybiotyki nie przenikają dobrze do jamy opłucnowej. Jeśli płyn jest jałowy, należy go odsączyć tylko wtedy, gdy wywołuje objawy lub nie wchłania się.
Rzadko bakterie w płucu tworzą kieszonkę zakażonego płynu zwaną ropniem płuca. Ropnie płuca są zazwyczaj widoczne na prześwietleniu klatki piersiowej, jednak często trzeba wykonać tomografię komputerową klatki piersiowej dla potwierdzenia diagnozy. Ropnie występują zazwyczaj w przypadku zapalenia płuc wskutek aspiracji i często zawierają kilka rodzajów bakterii. Leczenie ropnia polega najczęściej na długotrwałym przyjmowaniu antybiotyków, choć czasem wymaga zdrenowania przez chirurga bądź radiologa.

### Niewydolność układu oddechowego i krążenia
Zapalenie płuc może spowodować niewydolność układu oddechowego przez wywołanie zespołu ostrej niewydolności oddechowej (ARDS), co jest wynikiem działania samej infekcji i stanu zapalnego. Płuca szybko wypełniają się płynem i włóknieją. W przypadku zwłóknienia płuc w połączeniu z poważnymi trudnościami w oddychaniu spowodowanych obecnością płynu w pęcherzykach płucnych w celu utrzymania pacjenta przy życiu może być konieczna długotrwała wentylacja mechaniczna.
Sepsa również może być powikłaniem zapalenia płuc, choć zwykle występuje tylko u osób ze słabą odpornością lub cierpiących na hiposplenizm. Do organizmów najczęściej wywołujących taką reakcję należą paciorkowiec zapalenia płuc Streptococcus pneumoniae, pałeczka grypy Haemophilus influenzae i pałeczka zapalenia płuc Klebsiella pneumoniae. Do innych przyczyn podobnych objawów należą: zawał mięśnia sercowego czy zator tętnicy płucnej.

## Epidemiologia
brak danych
     <100
     100–700
     700–1400
     1400–2100
     2100–2800
     2800–3500
     3500–4200
     4200–4900
     4900–5600
     5600–6300
     6300–7000
     >7000

Standaryzowane ze względu na wiek współczynniki umieralności na infekcje dolnego układu oddechowego na 100 000 mieszkańców w 2004 r
brak danych
<100
100–700
700–1400
1400–2100
2100–2800
2800–3500
3500–4200
4200–4900
4900–5600
5600–6300
6300–7000
>7000

Zapalenie płuc to częsta choroba dotykająca rocznie około 450 milionów ludzi i występująca we wszystkich częściach świata. Stanowi główną przyczynę zgonów wśród wszystkich grup wiekowych i rocznie powoduje 4 miliony zgonów (7% całkowitej liczby zgonów na świecie). Najwyższe współczynniki zgonów występują u dzieci poniżej piątego roku życia i osób dorosłych powyżej 75 roku życia. Choroba występuje ok. pięć razy częściej w krajach rozwijających się niż w krajach rozwiniętych. Wirusowe zapalenie płuc stanowi ok. 200 milionów przypadków. W Stanach Zjednoczonych, zgodnie ze stanem na 2009 r., zapalenie płuc było ósmą pod względem częstości przyczyną zgonów.

### Dzieci
W 2008 r. zapalenie płuc wystąpiło u ok. 156 milionów dzieci (151 milionów w krajach rozwijających się i 5 milionów w krajach rozwiniętych). Choroba doprowadziła do 1,6 milionami zgonów, co stanowiło 28–34% wszystkich zgonów u dzieci poniżej piątego roku życia. 95% tych zgonów wystąpiło w krajach rozwijających się. Do krajów z największym odsetkiem osób cierpiących na zapalenie płuc należą: Indie (43 milionów), Chiny (21 milionów) i Pakistan (10 milionów). Choroba jest główną przyczyną zgonów wśród dzieci w krajach rozwijających się. Wiele zgonów wystąpiło u noworodków. Według szacunków Światowej Organizacji Zdrowia zgon jednej trzeciej noworodków był spowodowany zapaleniem płuc. Teoretycznie można zapobiec ok. połowie zgonów, ponieważ dostępna jest skuteczna szczepionka przeciwko bakteriom, które je wywołują.

## Historia

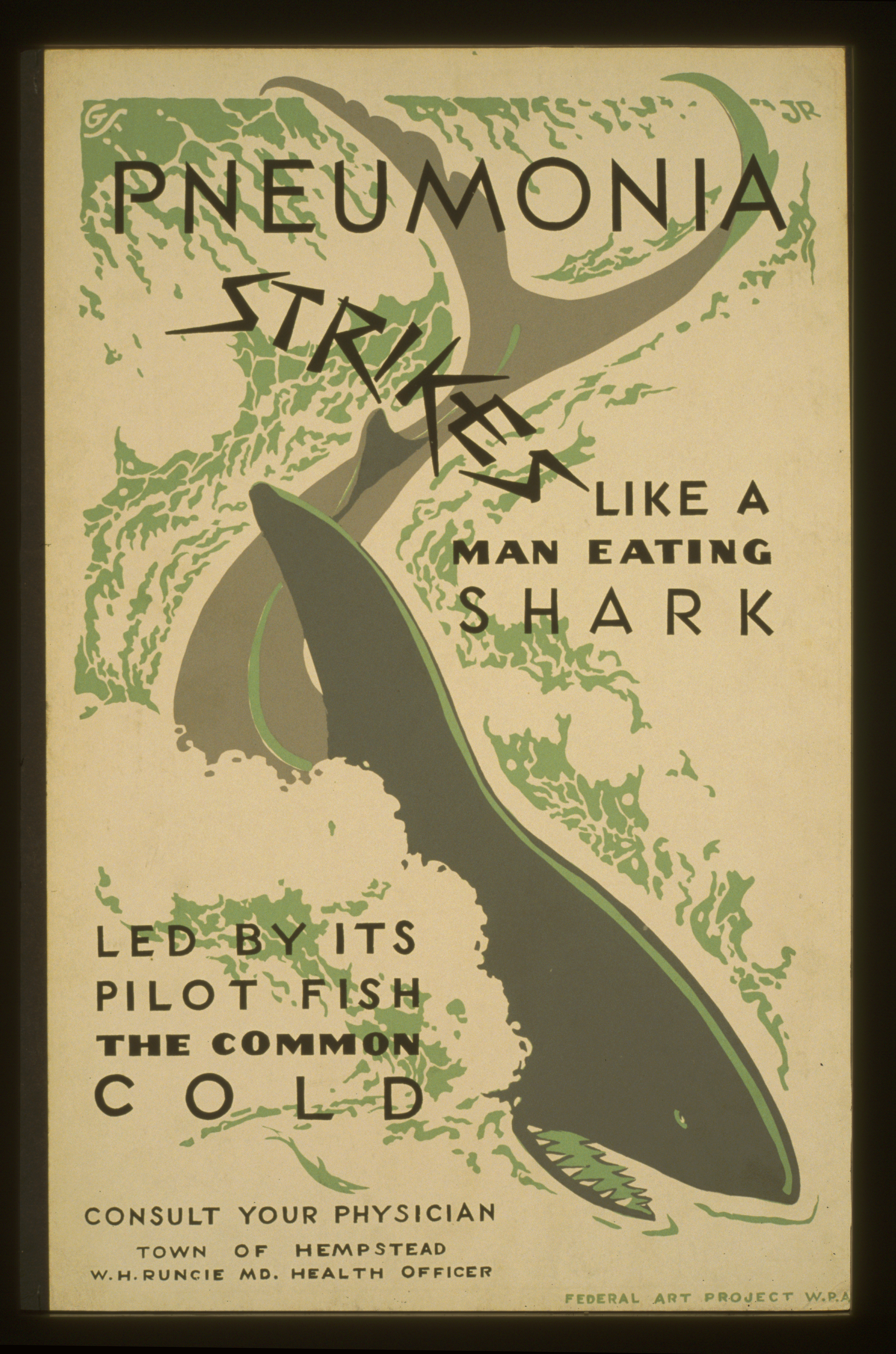
Plakat przedstawiający rekina, na którym widnieje napis „Zapalenie płuc uderza niczym rekin ludojad prowadzony przez rybę pilota – przeziębienie”. Works Progress Administration, 1936/1937

Zapalenie płuc było częstą chorobą w całej historii ludzkości. Według Hipokratesa (ok. 460 – 370 p.n.e.) „zapalenie i schorzenia opłucnej charakteryzują się: ostrą gorączką, bólem po jednej stronie lub obu, obecnością kaszlu przy oddychaniu, a wykrztuszane plwociny są o zabarwieniu jasnym lub szarym. Mogą być również rzadkie i spienione lub mieć inny charakter (...) Choroba jest nieuleczalna, kiedy się rozwinie, a opłucna chorego pozostanie nieoczyszczona. Złym objawem jest również duszność, rzadki i gryzący zapach moczu, jeśli chory poci się na szyi i głowie, rzężenie”. Jednak według Hipokratesa zapalenie płuc to choroba „określona przez przodków.” Przedstawił on również wyniki drenażu chirurgicznego ropniaków. Według Mojżesza Majmonidesa (1135–1204 r.) „podstawowymi objawami zawsze występującymi przy zapaleniu płuc są: ostra gorączka, kłujący opłucnowy ból z boku, krótkie i szybkie oddechy, nierówny puls, kaszel”. Ten kliniczny opis jest dość podobny do opisu we współczesnych podręcznikach i przedstawia zakres wiedzy medycznej począwszy od średniowiecza aż do XIX w.
Edwin Klebs jako pierwszy zaobserwował bakterie w drogach oddechowych u osób, które zmarły z powodu zapalenia płuc w 1875 r. Pierwsza praca przedstawiona przez Carla Friedländera i Alberta Fränkela odpowiednio w latach 1882 i 1884 opisywała dwie częste przyczyny bakteryjne: paciorkowca zapalenia płuc Streptococcus pneumoniae i pałeczkę zapalenia płuc Klebsiella pneumoniae. Dzięki pierwszej pracy Friedländera wprowadzono barwienie metodą Grama, tj. podstawowe badanie laboratoryjne obecnie wciąż stosowane do identyfikacji i klasyfikacji bakterii. Praca Hansa Christiana Grama opisująca procedurę w 1884 r. pozwoliła na rozróżnienie dwóch bakterii i wykazała, że więcej niż jeden mikroorganizm może być przyczyną zapalenia płuc
Sir William Osler, znany jako „ojciec współczesnej medycyny”, zdał sobie sprawę z tego, ile zgonów i schorzeń spowodowało zapalenie płuc i w 1918 r. opisał je jako „straszliwy mór”, ponieważ w tym czasie zapalenie płuc powodowało więcej zgonów niż gruźlica. John Bunyan po raz pierwszy użył tego wyrażenia w odniesieniu do „suchot” (gruźlicy). Osler nazwał również zapalenie płuc „przyjacielem staruszka”, ponieważ śmierć była często szybka i bezbolesna; istniało natomiast wiele wolniejszych i bardziej bolesnych sposobów na śmierć.
Dzięki rozwojowi w latach 1900–1909 leczenie zapalenia płuc było skuteczniejsze. W XX w., wraz z pojawieniem się penicyliny i innych antybiotyków, współczesnych technik chirurgicznych i intensywnej opieki, umieralność z powodu zapalenia płuc, zbliżywszy się do 30%, ostro spadła w krajach rozwiniętych. W 1988 r. zaczęto szczepienie niemowląt przeciwko Haemophilus influenzae typu B, dzięki czemu wkrótce gwałtownie spadła zachorowalność. W 1977 r. rozpoczęto szczepienie dorosłych przeciwko paciorkowcu zapalenia płuc Streptococcus pneumoniae, a w 2000 r. u dzieci, co poskutkowało podobnym spadkiem zachorowalności.

## Społeczeństwo i kultura
Ze względu na dużą zachorowalność na zapalenie płuc w krajach rozwijających się i stosunkowo niską świadomość choroby w krajach rozwiniętych światowa społeczność zajmująca się problematyką zdrowotną ogłosiła 12 listopada Światowym Dniem Zapalenia Płuc. To dzień, w którym zainteresowani obywatele i decydenci podejmują działania przeciwko chorobie. Globalny koszt gospodarczy pozaszpitalnego zapalenia płuc oszacowano na 17 miliardów dolarów.